# Bye Bye, Lady liberty
Lupin III: Bye Bye,Lady Liberty (ルパン三世 バイバイ·リバティー危機一発! Rupan Sansei Bai Bai Ribatī – Kiki Ippatsu!) är en Japansk animerad äventrysfilm från 1989 med regi av Osamu Dezaki. 

## Handling
Gentlemannatjuven Lupin III har tvingats ge upp sitt brottsliga liv på grund av polisens nya datorer som sägs kunna förutsäga vad han än gör. Men hans förtidspension blir dock kortlivad då hans kompanjon Jigen ärver kartan som leder till en enorm diamant som kallas "Super Ägget" och är gömd inuti frihetsgudinnan i New York. Lupin bestämmer sig för att hjälpa sin vän genom att stjäla hela statyn. Under tiden har Lupins andre vän samurajen Goemon fått jobb som livvakt åt en mycket vacker kvinna som är på flykt undan en ondsint organisation vilka också är ute efter ägget.

## Om Filmen
Bye Bye, Lady Liberty är den femte filmen i Lupin III serien. 
När filmen släpptes i USA var TMS tvungna att ändra huvudkaraktärens namn från Lupin till Wolf på grund av en rättighetstvist med Maurice Leblancs arvtagare.  

## Rollista (Japanska)
| Karaktär                    | Röst              |
| --------------------------- | ----------------- |
| Arsène Lupin III            | Yasuo Yamada      |
| Daisuke Jigen               | Kiyoshi Kobayashi |
| Isabel                      | Yui Komazuka      |
| Michael                     | Mayumi Tanaka     |
| Goemon Ishikawa XIII        | Makio Inoue       |
| Fujiko Mine                 | Eiko Masuyama     |
| Kommissarie Koichi Zenigata | Gorō Naya         |
| Jimmy Cants                 | Masane Tsukayama  |
| Silverman                   | Michio Sakiyama   |
| Ed                          | Kenichi Ogata     |
| Jones                       | Unshō Ishizuka    |
| Rooster                     | Tamio Ōki         |
| Judy                        | Naoko Kouda       |
| Nyhetsreporter              | Minoru Inaba      |
| Taxichaufför                | Yōsuke Akimoto    |
| Dator                       | Kenyu Horiuchi    |
| Fransk Polis Konstapel      | Mitsuaki Hoshino  |
| Sheriff                     | Atsushi Ii        |